# Calahorra
Calahorra é um município da Espanha 
na província e comunidade autónoma de La Rioja, de área 93,57 km² com população de 23 768 habitantes (2007) e densidade populacional de 254,01 hab./km². Terra importante no tempo do Império Romano, dispunha de um circo romano.
Era conhecida como Calgúrris (em latim: Calgurris) durante o período romano.

## Demografia
| Variação demográfica do município entre 1991 e 2004 | Variação demográfica do município entre 1991 e 2004 | Variação demográfica do município entre 1991 e 2004 | Variação demográfica do município entre 1991 e 2004 |
| --------------------------------------------------- | --------------------------------------------------- | --------------------------------------------------- | --------------------------------------------------- |
| 1991                                                | 1996                                                | 2001                                                | 2004                                                |
| 18781                                               | 18926                                               | 20528                                               | 22378                                               |